# Anthem for the Underdog
Anthem for the Underdog è il terzo album in studio del gruppo rock statunitense 12 Stones, pubblicato nel 2007.

## Tracce
1. Anthem for the Underdog – 3:04
2. Lie to Me – 3:39
3. Broken Road – 4:00
4. Adrenaline – 3:21
5. It Was You – 3:33
6. This Dark Day – 3:22
7. World So Cold – 3:55
8. Arms of a Stranger – 3:16
9. Hey Love – 3:53
10. Games You Play – 2:57
11. Lie to Me (Acoustic) – 3:50